# 俄歇效应

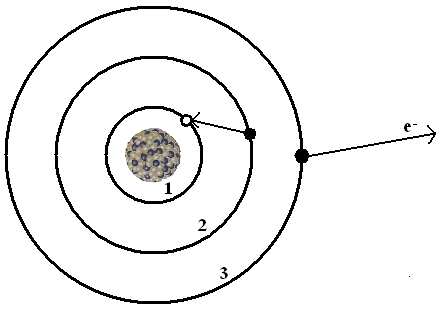
俄歇效应示意圖

在物理學裡，俄歇效应（Auger effect）指的是伴隨原子內部较低能階電子層的一個空位被填補而發射電子的效應。
当一个处于内层电子被移除后，留下一个空位，高能级的电子就会填补这个空位，同时释放能量。通常能量以发射光子的形式释放，但也可以通过发射原子中的一个电子来释放。第二个被发射的电子叫做俄歇电子。
被发射时，俄歇电子的动能等于第一次电子跃迁的能量与俄歇电子的离子能之间的能差。这些能级的大小取决于原子类型和原子所处的化学环境。俄歇电子谱，是用X射线或高能电子束来产生俄歇电子，测量其强度和能量的关系而得到的谱线。其结果可以用来识别原子及其原子周围的环境。
俄歇复合是半导体中一个类似的俄歇现象：一个电子和空穴（电子空穴对）可以复合并通过在能带内发射电子来释放能量，从而增加能带的能量。其逆效应称作碰撞电离。
“俄歇效应”是以其发现者，法国人皮埃爾·維克托·俄歇（Pierre Victor Auger）的名字命名的。

## 发现
俄歇过程是在1920年由奥地利科学家莉泽·迈特纳发现的。俄歇效应是1925年，Pierre Victor Auger在分析了Wilson云室实验的结果后发现的。实验中用了高能X射线来电子气体，并观察到了光电子。对电子的测量表明其轨迹与入射光子的频率无关，这表明电子电离的机制是原子内部能量交换或无辐射跃迁。运用基本量子力学计算出跃迁率和跃迁概率，以及进一步的实验和理论研究表明，该效应的机制是无辐射跃迁，而非内部能量交换。(ref 1)